# Bechara (futebolista)
Bechara Jalkh Leonardo Oliveira,[carece de fontes?] mais conhecido como Bechara (Maranguape, 25 de dezembro de 1976), é um ex-futebolista brasileiro que atuava como meia.

## Carreira
Iniciou a carreira no Fortaleza e rapidamente recebeu proposta para fazer testes no São Paulo em 1993, aos 16 anos. Foi aprovado, mas estava vinculado ao tricolor cearense que não o liberou. Aos dezoito anos, foi contratado pelo Ceará, onde iniciou a sua trajetória profissional.
Foi tricampeão estadual pelo Ceará, como capitão da equipe.
Com destaque alcançado no Ceará, Bechara foi contratado pelo Santos em 1998.
Em 2001, disputou o Campeonato Brasileiro pelo São Caetano, atuando em 10 jogos.
Em 2002, teve uma passagem pelo Etti Jundiaí.
Em 2003, disputou a Série B do Brasileiro pelo Marília.
Em 29 de abril de 2006, quando atuava pelo Fortaleza na vitória por 2 a 1 sobre o São Caetano, em uma cobrança de falta, o meia em vez de chutar a bola, acabou acertando a perna do meia Ígor, quebrando a perna do colega.
Bechara saiu do Fortaleza logo após o rebaixamento do clube, em 2006, e foi para o futebol dinamarquês.
Em 2010, Bechara retornou ao Fortaleza, mas enfrentou várias lesões e pouco chegou a jogar, encerrando a sua carreira ao fim daquele ano.

## Títulos
Ceará
- Campeonato Cearense: 1996, 1997 e 1998

Santos
- Copa Conmebol: 1998

Fortaleza
- Campeonato Cearense: 2000, 2001 e 2010

Al-Hilal
- Campeonato Saudita: 2005

Odense
- Copa da Dinamarca: 2007